# Рейковий автобус 610М

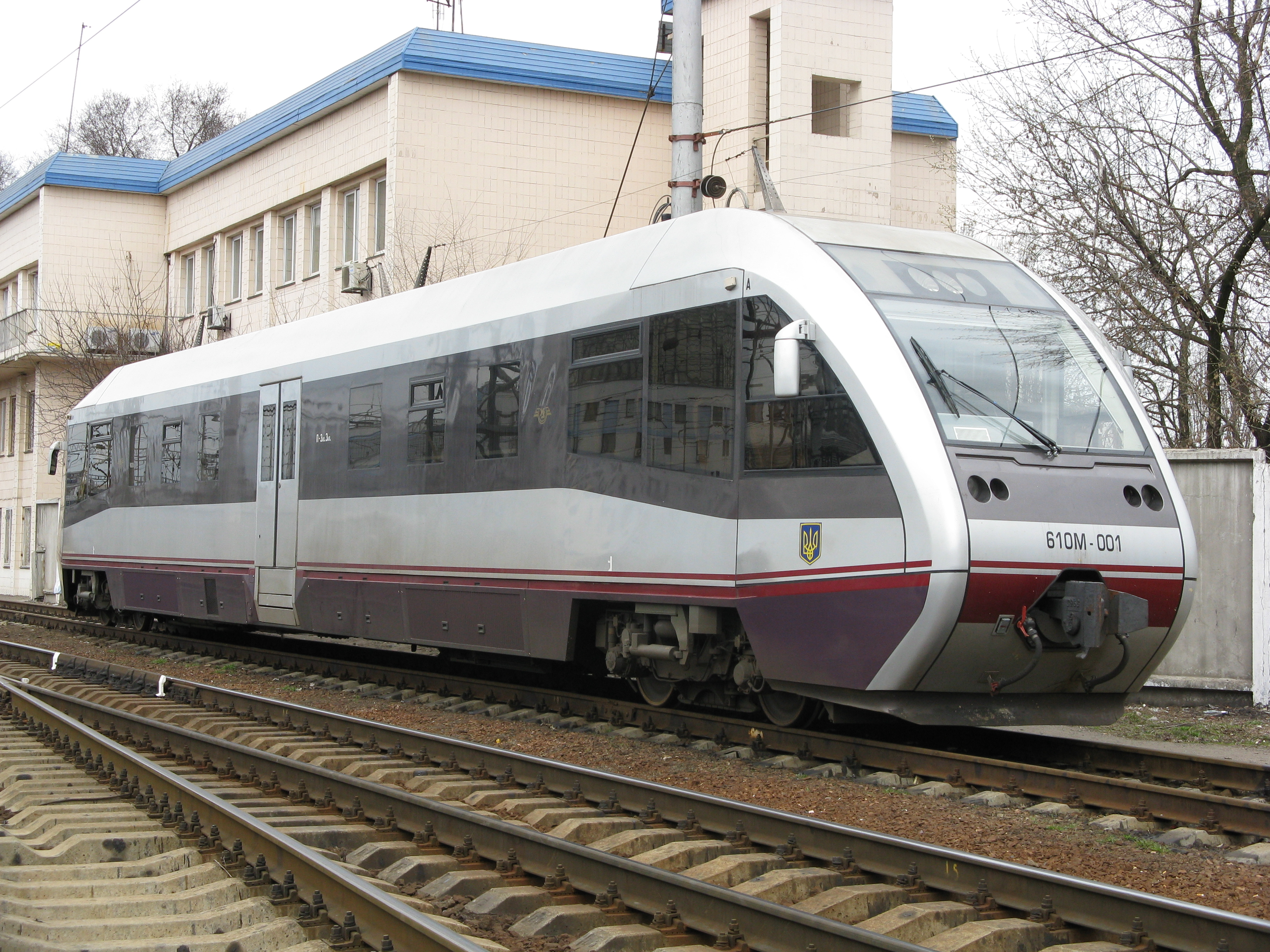
Автомотриса 610М-001 на станції Київ-Пасажирський

610М — автомотриса, що виробляється в Польщі заводом «Песа-Бидгощ». На 610M встановлено два двигуни потужністю по 315 кВт, завдяки чому максимальна конструкційна швидкість становить 160 км/год.
Автомотриса чотиривісна. Довжина кузова 27350 мм, ширина 3000 мм, висота від рівня головок рейок 4200 мм. Вага 58 тонн.
На автомотрисі встановлена гідродинамічна тягова передача.

## Експлуатація
610М-001 побудована за спеціальним замовленням Українських залізниць в 2004–2005 рр., експлуатується в Україні для перевезення високопосадовців.
Автомотриса знаходиться на балансі Південно-Західної залізниці. В інтер'єрі використовується тикове дерево, оббивка сидінь шкіряна. В автомотрисі встановлені цифрові аудіовізуальні системи, бортові комп'ютери, наявний конференц-зал, спальня та дві кімнати відпочинку, які інтегровані з кабіною машиніста.

## Технічні характеристики
- Конструкційна швидкість — 160 км/год.
- Завод — Песа-Бидгощ
- Всього побудовано — 1
- Країни експлуатації 610М — Україна
- Ширина колії — 1520 мм
- Країна побудови — Польща
- Загальна місткість транспортного засобу — 15 осіб
- Висота підлоги над рівнем рейок — 1 345 мм
- Діаметр коліс — 840 мм